# Antonio Tarabajano
Antonio Tarabajano (Villafranca de la Sierra, Ávila, Castilla La Vieja, 1515 – Reino de Chile, 1567) fue un hijodalgo, militar y conquistador español de origen castellano, que participó en las conquistas de Chile y del Perú.

## Biografía

### Primeros años
Había nacido por 1515 en la villa de Navas de Villafranca en Castilla, hijo de don Juan de Antonio González y de Doña Catalina de la Costanera. Rinde información para pasar a Indias el 1 de abril de 1536. 

### Conquista de Chile
Llega al Perú con el capitán don Diego de Fuenmayor y junto a Pedro de Valdivia emprende el viaje a la conquista de Chile en 1540, partiendo en enero de ese mismo año y se llegan a establecer en el valle del Mapocho en diciembre de 1540. Fue uno de los primeros caballeros en entrar en los valles del actual Angol (Los Confines). Participó en la primera fundación de Angol con sus aproximados 37 años.
En Santiago tuvo encomiendas de «ciento y tantos» (según documentos de la época) de indios de Topocalma «y otros cien» en Rapel, dada por don Pedro de Valdivia y litigada con posterioridad contra Juan Gómez de Almagro. Luego don García Hurtado de Mendoza le entregó una encomienda de indios en el valle de Quillota como capitán del Real Ejército.
En el pase a Santiago de Nueva Extremadura de don Alonso de Arévalo Briceño dice que Tarabajano era «el más antiguo Conquistador que hay en aquellas partes y provincias del Reyno y ha servido a Su Magestad en las Conquistas y descubrimientos que se han ofrecido y ofrecen por sus personas y haciendas armas y Caballero y Soldado pagado a su costa el dicho Antonio Taravajano de más de treinta años a esta parte» (1568).
En 1561, la Audiencia de Lima remite al Consejo el proceso seguido por el capitán don Juan Gómez de Almagro, alguacil Mayor y regidor de Santiago de Chile, contra Tarabajano (también vecino de Chile), sobre la posesión de los indios de Topocalma, en el término de dicha ciudad, bajo título de encomienda. Quien ofrecía de mediador entre dicho pleito era don Agustín Briceño el cual finalmente se desposó con la hija de don Antonio; dicho don Agustín era hermano del más arriba descrito don Alonso. En otro documento se dice que don Agustín Briceño en 1568 llevaba por 10 años en Chile y ya estaba casado con la hija de Tarabajano.
Antes de 1565 el administrador de sus haciendas en Santiago era Sebastián Páez y según unos documentos del Archivo Nacional dice que «vive con una palla y un periañez». La palla (o paya) seguramente se refería a la india que vivía con él pues según el diccionario uno de los significados de "paya o palla" es «una muchacha indígena elegantemente ataviada», esta acepción era usada para referirse a muchachas indias, negras o mulatas del Perú, debido a la fecha lo más probable es que haya sido india.
En otro pleito se dice que Tarabajano entró antes que don Juan Gómez de Almagro en el Perú en socorro de la cCiudad de los Reyes junto con el capitán don Diego de Fuenmayor y que luego pasó a Chile con Valdivia... y que fue uno de los 40 españoles que defendieron la ciudad de Santiago recién fundada del ataque de los Indios que la batieron «desde antes del amanecer hasta la puesta del sol»... y en la cual no quedó ningún español sin heridas. En el pleito lo representó don Sebastián de Santander.
Don Bartolomé Flores (Blumen) testifica a su favor, al igual que don Juan Godínez y don Santiago de Azoca. Flores declara que habría pasado al Perú desde Nicaragua antes de entrar a Chile. Don Francisco Ponce de León declara que Tarabajano llegó primero con Diego de Almagro y que después se fue al Cuzco en donde estuvo en la batalla de las Salinas entre Pizarro y Almagro.
Don Sebastián Vásquez incluye que Tarabajano llegó con el capitán Fuenmayor.
Santiago de Azoca dice que Tarabajano apaciguó la rebelión de los indios en el Cuzco.
Flores dice que como buen soldado Tarabajano fue a todas las conquistas y que Tarabajano era Alférez de Artillería y Capitán, bajo esa condición marchó al Cuzco y que inmediatamente después fue a la pacificación del Callao y también contra los Indios Chunchos.
Tarabajano marchó también contra los Chunchos y los  Chiringuanes en Perú, con don Pedro de Candia, luego de estar 8 meses pasa al Callao. 
Luego se embarca con Gerónimo de Alderete descubriendo hasta el Estrecho de Magallanes, en Valdivia (o donde hoy está Valdivia) tomaron rehenes a 2 Caciques, pasando hacia Concepción. 
En otra expedición fue junto al capitán don Juan Baptista Pastene desde Valparaíso hasta lo que ahora es Concepción, allí halló a don Pedro de Valdivia y le ayudó a levantar la Concepción. 
En otra expedición con don Gerónimo de Alderete fue (por mar) hasta Concepción y desde ahí se internó hacia lo que hoy es Arauco, de vuelta en Concepción decidió volver a internarse junto a don Pedro de Villagra, maestre de Campo, para descubrir las provincias de «Cautén» (Cautín), un documento dice algo muy interesante: «en las cuales dichas jornadas se hizo gran servicio a su Magestad por le descubrir tanta y tan buena tierra y se padecieron muchos trabajos y peligros por ser poblada de mucha gente y estar toda de guerra en las cuales jornadas el dicho Tarabajano fue muchas veces por caudillo y Capitán en corredurías». Seguramente se refiere esta cita a los bravos Mapuche en los alrededores de lo que hoy es Padre Las Casas en las cercanías de Temuco. 
Después de esta incursión Tarabajano partió desde Santiago con Pedro de Valdivia a poblar La Imperial (actual Carahue) en donde se quedó un tiempo alcanzando Arauco y Tucapel siempre en guerra en donde pagó de su coste con oro y caballos, descubrió Villarrica y le ayudó a poblar dicha ciudad, también Valdivia y el valle de Marquina (hoy San José de la Mariquina, mal pronunciada ya que viene del Vasco Markina). Se quedó a cargo de la ciudad de La Imperial en donde llegó el general Francisco Villagra, estuvo en la batalla de Tucapel en donde murió el gobernador Pedro de Valdivia; en todas estas empresas Tarabajano gastó gran cantidad de oro, caballos y soldados de su propio coste; fue alcalde ordinario de la ciudad de La Imperial por un año. Se quebró una pierna en una batalla contra las gentes de dichas provincias, perdió gran cantidad de ganados en manos de los naturales. 
Luego vuelve al Perú y vuelve a Chile con don García Hurtado de Mendoza como capitán de navío junto a don Juan de Ramón; llegó a Concepción y desde allí partió a la Pacificación de Arauco y Tucapel reedificando lo que se había perdido así como también a Villarrica. Por todos estos servicios don García Hurtado de Mendoza le entregó una encomienda de Indios de Gualemo, de Topocalma y Rapel.
Al momento de estas declaraciones los testigos declaran que Tarabajano estaba muy viejo, enfermo y afectado y tullido por más de 4 años por todo lo que había vivido, pobre y lleno de deudas. También declaran que antes de todas estas excursiones Tarabajano había actuado como escribano con Valdivia por nombramiento de Juan de Cárdenas. 
Don Sergio Villalobos en su ensayo Construcción de una Sociedad Mestiza lo amplía: « (...) un episodio que afectó a un achacoso conquistador, Antonio Tarabajano, que estando designado regidor por el Cabildo de Santiago, se negó a asumir el cargo por el mal estado de salud. Su razón, empero, no fue aceptada y habiendo sido llamado a prestar juramento, como se obstinase, el teniente de gobernador ordenó que le pusiesen cadenas en los pies, permaneciendo preso hasta que cambiase de actitud. Siete días más tarde, Tarabajano prestó juramento, sin que hubiese sido valido para nada su real estado de postración, como que falleció poco después»". 
Con fecha de 4 de febrero de 1567 hay un documento del rey que ratifica la encomienda de don Antonio y le reconoce el haber sido «uno de los primeros conquistadores y pobladores de las provincias donde ha servido más de veinte y cinco años ayudando a poblar las ciudades y pueblos que hay en ellas» y en el mismo documento se dice que está «en cama, viejo y enfermo». Don Antonio murió poco después, no hemos encontrado descendientes de don Antonio que hallan preservado su apellido, tuvo sí esa hija mestiza casada con el pelirrojo don Agustín Briceño, del cual no hemos dado con descendencia aún, no sabemos si tuvo o no, al parecer no, además de una hija que tuvo en su legítima esposa Doña Luisa Manrique, la cual le dio un nieto que llevó su apellido al parecer en el Perú, sin embargo no sé si habrá preservado allá o no. 
Quizás lo más interesante para los que viven en la provincia de Malleco es saber que fue este caballero don Antonio de Tarabajano y de la Costanera el que dio el puntapié inicial para la ciudad de Angol, fue él quien figura como uno de los primeros caballeros en participar en su fundación; hoy sólo un par de personas en toda la provincia conocen de este gran personaje; la Historia familiar nos recrea historias y nos da identidad, espero que algún día revindiquemos estos Nobles Hombres que nos dieron identidad, sobre todo en Los Confines o la Ciudad de los Infantes o San Andrés o Angol.